# Aphonopelma chalcodes

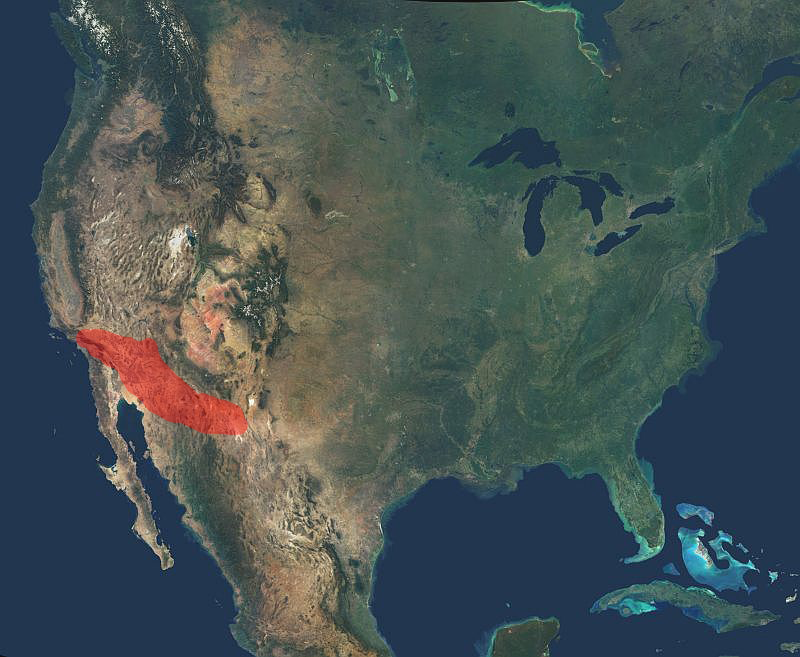
Área de distribución de la tarántula rubia mexicana

La Aphonopelma chalcodes, habitualmente conocida como tarántula del desierto occidental, tarántula rubia de Arizona o tarántula rubia mexicana es una especie de arácnido que pertenece a la familia Theraphosidae. Su zona de distribución se limita a los desiertos del estado de Arizona y lugares adyacentes de México, pero resulta muy común en su hábitat habitual. 

## Descripción
El nombre de "tarántula rubia" se refiere a su prosoma, cubierto de cerdas pálidas que contrastan con sus patas y abdomen oscuros. El cuerpo de la hembra puede alcanzar hasta 5,6 cm; los machos no suelen rebasar los 4,4 cm.
Aparte del veneno que utilizan para paralizar a sus presas algunas de las cerdas de su abdomen están diseñadas para la defensa, produciendo un daño urticante. Si una tarántula es amenazada, frotará su abdomen contra su atacante. Las cerdas son muy difícil de retirar debido a las barbas de su diseño.

## Reproducción
Las tarántulas macho maduran sexualmente en torno a los 10-12 años de edad, momento en que dejan sus madrigueras en busca de hembras. Las muchas tarántulas que suelen verse en las carreteras y caminos de Arizona durante los últimos meses de verano (julio, agosto, septiembre) suelen ser machos en busca de pareja.
Cuando encuentran la madriguera de una hembra receptiva, los machos normalmente anuncian su presencia golpeando la seda de la entrada en una frecuencia concreta a la que la hembra responde. Durante el apareamiento el macho debe situarse bajo la hembra para insertar su pedipalpo en su gonóporo y depositar su esperma. Durante el apareamiento el macho resulta muy vulnerable y puede terminar devorado por la hembra. Incluso si sobreviven al apareamiento, los machos sólo viven unos pocos meses después de haberse reproducido.
Tras el apareamiento, la hembra deposita una puesta de huevos en una madriguera, y a veces permanece junto a ellos. Las crías permanecen en la madriguera hasta que se dispersan.

## Alimentación
Son depredadoras nocturnas, y su alimento habitual consiste en hormigas y vertebrados pequeños. Durante el día permanecen en sus madrigueras excavadas en el suelo y cubren la entrada con hilos de seda.